# نواه مان
نواه مان (بالإنجليزية: Noah Mann)‏ (15 نوفمبر 1756 - 1789) هو لاعب كريكت بريطاني (وحمل سابقاً جنسية مملكة بريطانيا العظمى).